# Portsmouth (Iowa)
Portsmouth es una ciudad ubicada en el condado de Shelby en el estado estadounidense de Iowa. En el Censo de 2010 tenía una población de 195 habitantes y una densidad poblacional de 272,79 personas por km².

## Geografía
Portsmouth se encuentra ubicada en las coordenadas 41°39′1″N 95°31′10″O / 41.65028, -95.51944. Según la Oficina del Censo de los Estados Unidos, Portsmouth tiene una superficie total de 0.71 km², de la cual 0.71 km² corresponden a tierra firme y (0%) 0 km² es agua.

## Demografía
Según el censo de 2010, había 195 personas residiendo en Portsmouth. La densidad de población era de 272,79 hab./km². De los 195 habitantes, Portsmouth estaba compuesto por el 98.46% blancos, el 0.51% eran afroamericanos, el 0% eran amerindios, el 0% eran asiáticos, el 0% eran isleños del Pacífico, el 0% eran de otras razas y el 1.03% pertenecían a dos o más razas. Del total de la población el 0% eran hispanos o latinos de cualquier raza.